# Rafael Monleón y Torres
Rafael Monleón y Torres (Valencia, 1843 - Madrid, 24 de noviembre de 1900), fue un artista polifacético (pintor, grabador, ceramista, maquetista, diseñador), arqueólogo, historiador y piloto naval español.

## Biografía
Hijo del arquitecto Sebastián Monleón Estellés, profesor de la Real Academia de Bellas Artes de San Carlos (Valencia), ya había estudiado pintura en esa misma academia (1855-1866) cuando empezó a trabajar como piloto de la marina mercante y navegó por toda Europa. En Brujas fue discípulo de Paul Jean Clays y se formó también como grabador. A su regreso a España perfeccionó sus estudios con el maestro de paisajistas Carlos de Haes y con Rafael Montesinos. 

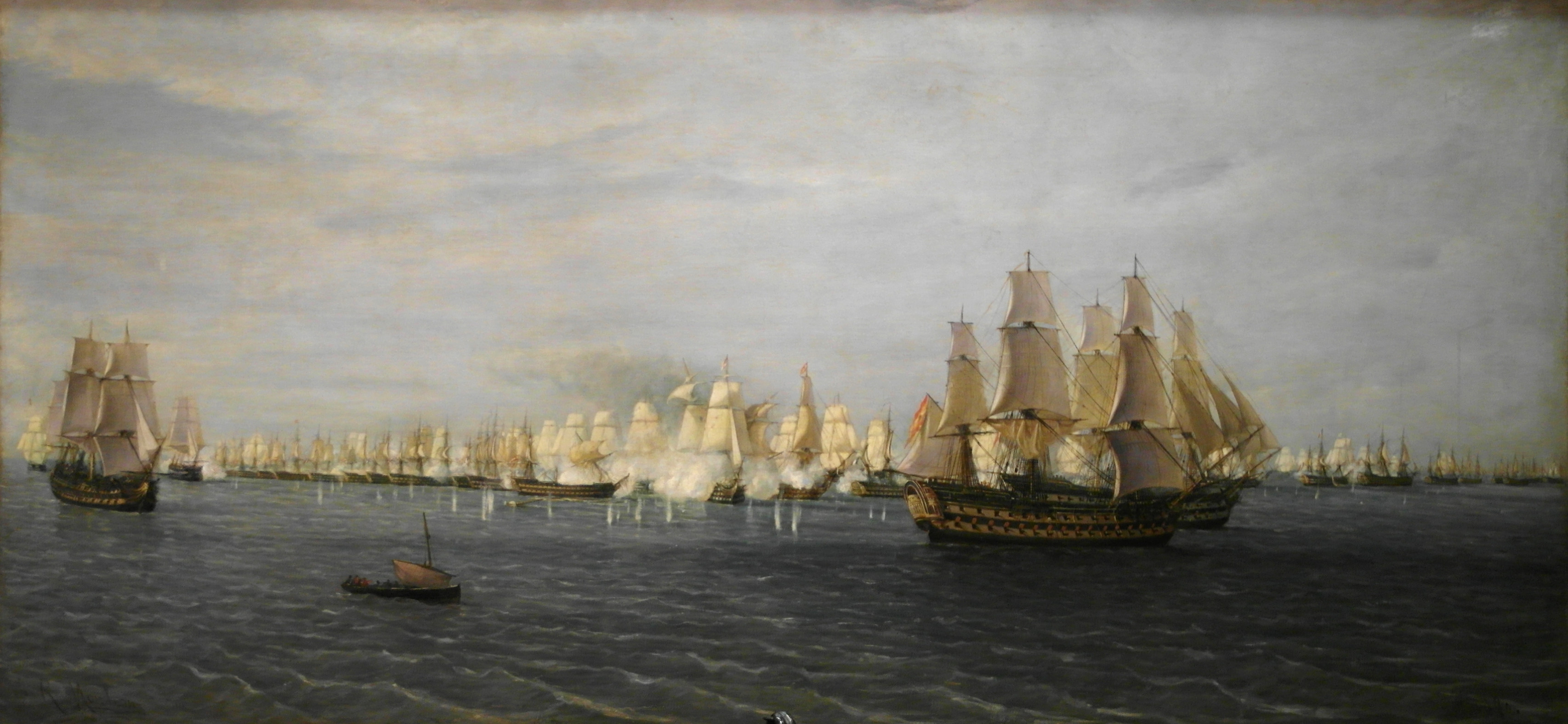
Representación de la batalla de Trafalgar, de 1870.

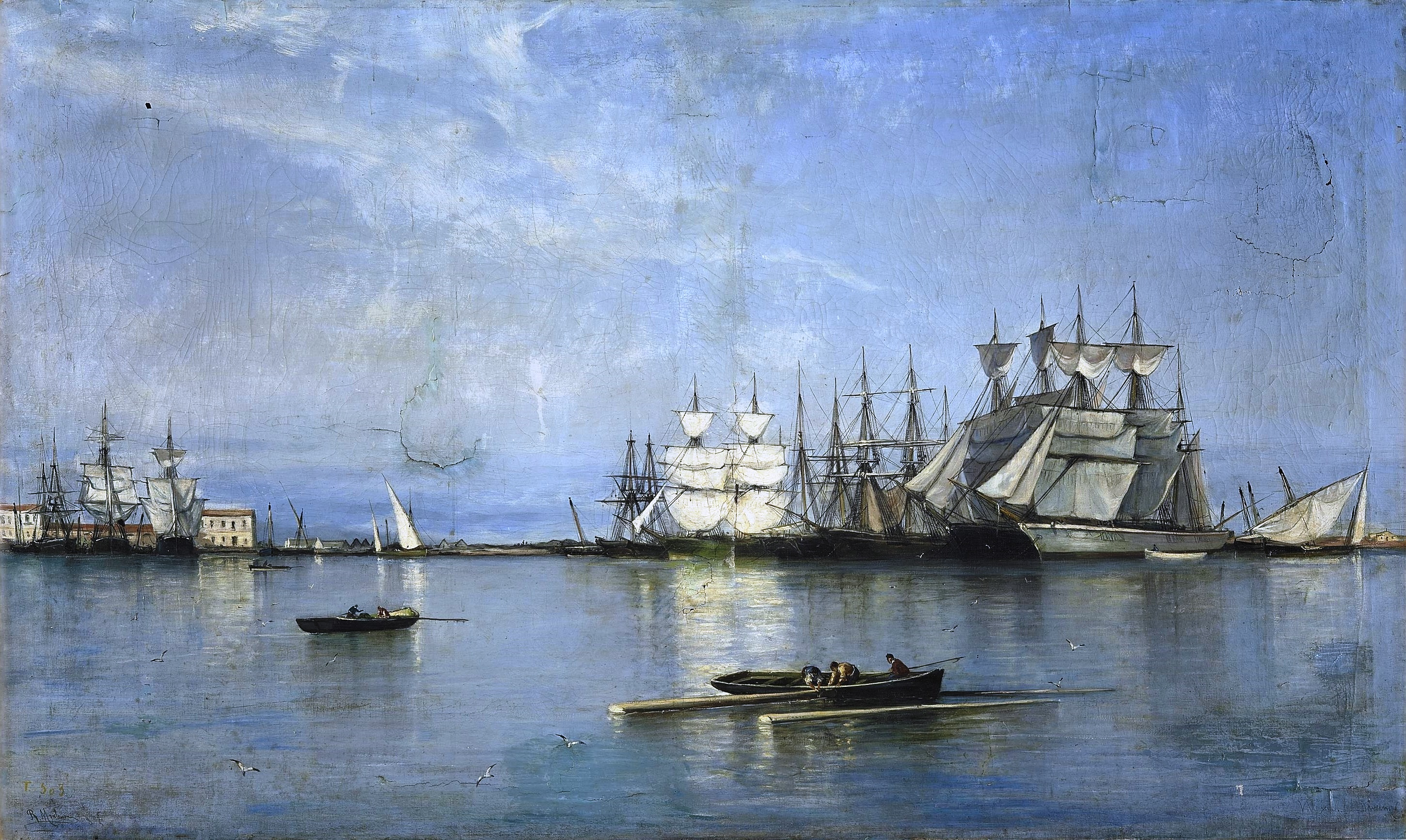
Calma en el Puerto de Valencia

Trabajó al principio como decorador de azulejos y su experiencia como piloto le dio un particular dominio de la marina, iniciando la gran tradición levantina que culminaría con Joaquín Sorolla. Pintó sobre todo naufragios y  tormentas de inspiración romántica, pero fue además un diestro grabador, arqueólogo e historiador naval, actividad que desarrolló sobre todo a partir de 1870 cuando fue nombrado pintor conservador-restaurador del Museo Naval de Madrid, institución que conserva algunas de sus marinas de contenido histórico más conseguidas: Combate del Callao (1869), Defensa de la Carraca contra los cantonales insurrectos (1873), Defensa del Morro de La Habana (1873), El cadáver de Hernando de Soto es arrojado al Mississippi (1887), Hernán Cortés manda quemar sus naves (1887) o Combate del navío "Catalán" de sesenta cañones al mando del teniente Serrano contra el inglés "Merry" de ochenta mandado por el almirante Vernon, en 1774 (1888). 

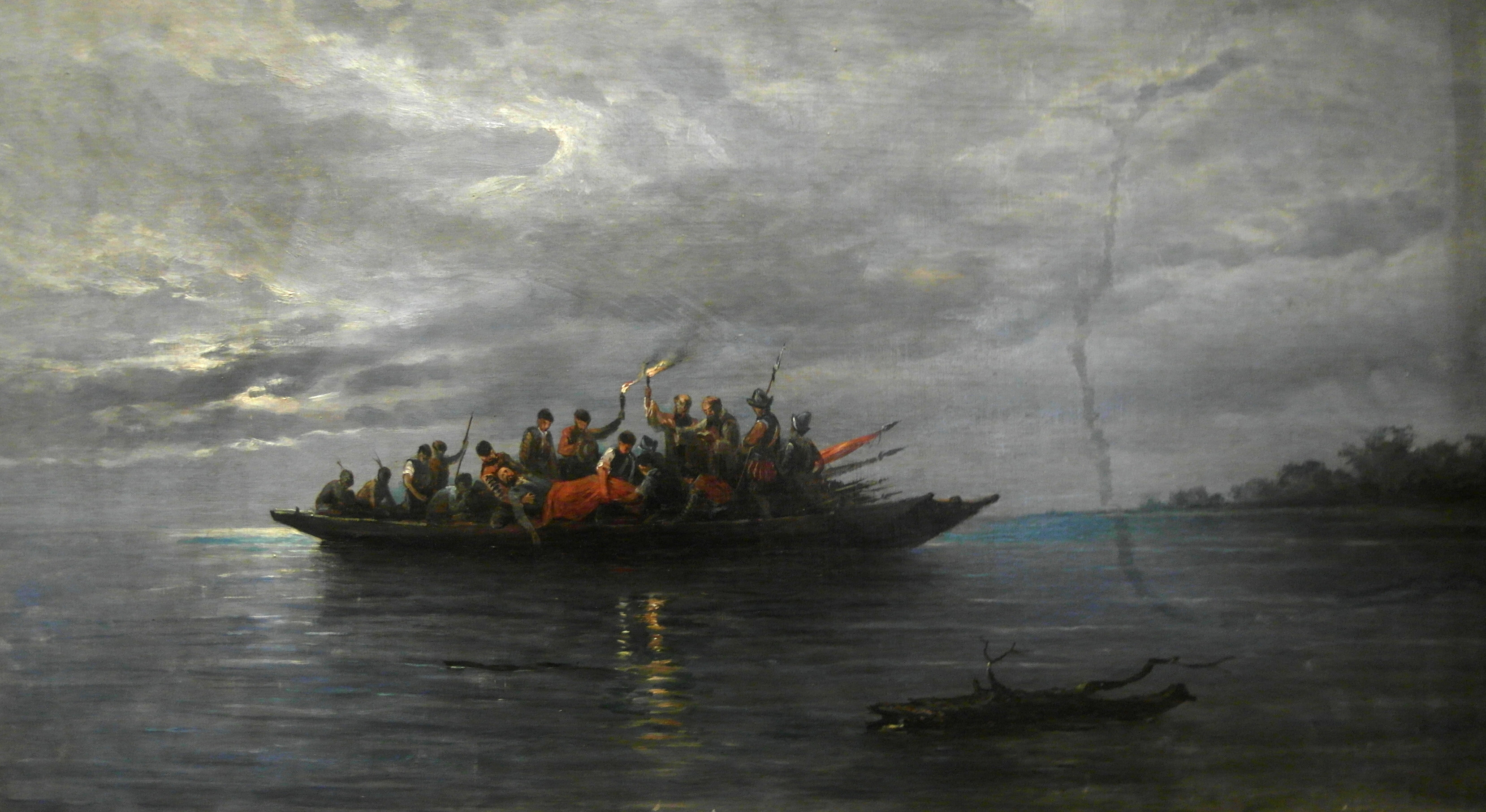
El cadáver de Hernando de Soto es arrojado al Mississippi, de 1887.

Su empresa más ambiciosa no llegó a ser publicada en vida. Se trata de la Historia gráfica de la navegación y de las construcciones navales en todos los tiempos y en todos los países, ilustrada con más de mil dibujos, planos y acuarelas y completada a lo largo de todos los años en que Monleón estuvo en el museo. Contiene esta obra cientos de textos y viñetas con todas las tipologías de buques conocidas, tanto europeas como orientales, usadas en el Mediterráneo, el Atlántico, el Pacífico y en los mares nórdicos e índicos, de los que hace un estudio exhaustivo e ilustrado con excelentes acuarelas. 
Participó en todas las exposiciones nacionales desde 1864, exceptuando el año 1892, quizá a causa por hallarse inmerso en los actos conmemorativos del Descubrimiento de América, para los que elaboró una reproducción a escala de la nao Santa María como regalo a los Estados Unidos. Obtuvo premios nacionales y extranjeros y la Cruz de segunda clase al Mérito Naval y el título de Comendador de la Orden de Carlos III. 
Como grabador colaboró en artículos de temática naval en La Ilustración Española y Americana, Nuevo Mundo y otras revistas de la época. Practicó diversas técnicas y materiales: óleo, aguafuertes, cerámicas, dibujos, acuarelas; como diseñador, hay que reseñar los muebles que creó para su gabinete. Algunas de sus cerámicas y muebles pueden contemplarse en el Museo Nacional de Cerámica y de las Artes Suntuarias González Martí.